# Горе
Горѐ (на френски Goré) е малък град в южен Чад, столица на департамент Ня Пенде. Населението му е около 7000 души. Намира се недалеч от границата с Централноафриканската република и Камерун. До града има малко летище с неасфалтирана писта, което се използва много рядко. Надморската височина е около 440 метра.